# آتلانتیک استار (کشتی کروز)
آتلانتیک استار (کشتی کروز) (به انگلیسی: Atlantic Star (cruise ship)) یک کشتی بود که طول آن ۲۴۰ متر (۷۹۰ فوت) بود. این کشتی در سال ۱۹۸۴ ساخته شد.